# Arroyo Itapebí Grande
Der Arroyo Itapebí Grande ist ein Fluss im Westen Uruguays.
Der im Departamento Salto gelegene Fluss entspringt im Gebiet der Cuchilla de Salto bzw. der Cuchilla del Daymán einige Kilometer südöstlich von Colonia Itapebí. Von dort fließt er in westlicher Richtung, bevor er einige Kilometer südlich der Stadt Constitución in den Embalse Salto Grande mündet, den der dort aufgestaute Río Uruguay bildet und zu dessen Einzugsgebiet er gehört.